# Zapadnohinduski jezici
Zapadnohindski jezici, skupina od 12 jezika iz centralne zone indoarijskih jezika, koji se govore u Indiji i Pakistanu. Sastoji se od bundelske s jednim (bundeli) i hindustanske podskupine s 4 jezika. 
Njima su svrstana još 7 neklasificiranih jezika, to su: bhaya [bhe] i ghera [ghr] iz Pakistana i braj bhasha [bra], chamari [cdg], gowli [gok], haryanvi [bgc] i kanauji [bjj] iz Indije.

## Vanjske poveznice
- Ethnologue (14th)
- Ethnologue (15th)